# Kalle Viherpuu
Kalle Viherpuu (5 de junio de 1893 – 23 de marzo de 1952) fue un actor y director teatral finlandés.

## Biografía
Su verdadero nombre era Kaarlo Pekka Grönfors, y nació en Iisalmi, Finlandia.
Inició su carrera teatral a los veinte años de edad en Iisalmi, trabajando más adelante como actor o director en Joensuu, Lahti y Helsinki. 
Su primera papel en el cine llegó en la película de Teuvo Pakkala Tukkijoella (1928), adaptación de una obra del mismo título de Pakkala. Repitió el mismo papel en una nueva adaptación a la pantalla rodada en 1937. En 1951 se rodó otra adaptación, aunque en ésta cambió su personaje. En toral, Viherpuu actuó en 29 producciones cinematográficas.
Debido a su apariencia física, nunca tuvo papeles de héroe, aunque protagonizó dos comedias rodadas en 1949, Aaltoska orkaniseeraa y Isäntä soittaa hanuria. Sin duda, su papel de mayor fama fue el del patrón en la cinta musical Kaunis Veera eli Ballaadi Saimaalta (1950), aunque sus escenas cantadas fueron dobladas por Teijo Joutsela. Su última película, dirigida por Thure Bahne, fue On lautalla pienoinen kahvila (1952). 
Kalle Viherpuu falleció en Helsinki en 1952, dos meses antes del estreno de su última película. Fue enterrado en el Cementerio de Malmi de dicha ciudad, en la tumba 88-12-272. Había estado casado con Tilda Maria Eskelinen y con la actriz Irja Ida Inkeri Viherpuu (nacida el 14 de septiembre de 1908).

## Filmografía
- 1928 : Tukkijoella
- 1930 : Kahden tanssin välillä
- 1937 : Tukkijoella
- 1942 : Rantasuon raatajat
- 1943 : Yrjänän emännän synti
- 1943 : Maskotti
- 1944 : Miesmalli
- 1944 : Hiipivä vaara
- 1945 : Ristikon varjossa
- 1945 : Vain sinulle
- 1946 : Kirkastuva sävel
- 1946 : Houkutuslintu
- 1947 : Pikajuna pohjoiseen
- 1947 : Sisulla ja sydämellä
- 1949 : Aaltoska orkaniseeraa
- 1949 : Isäntä soittaa hanuria
- 1949 : Kanavan laidalla
- 1949 : Katupeilin takana
- 1949 : Prinsessa Ruusunen
- 1949 : Rosvo-Roope
- 1949 : Serenaadiluutnantti
- 1949 : Vain kaksi tuntia
- 1950 : Kaunis Veera eli Ballaadi Saimaalta
- 1950 : Professori Masa
- 1950 : Tapahtui kaukana
- 1951 : Tukkijoella
- 1951 : Tytön huivi
- 1952 : Yhden yön hinta
- 1952 : On lautalla pienoinen kahvila